# Le Nouvelliste (Suisse)
Pour les articles homonymes, voir Le Nouvelliste.
 (décembre 2010).
Si vous disposez d'ouvrages ou d'articles de référence ou si vous connaissez des sites web de qualité traitant du thème abordé ici, merci de compléter l'article en donnant les références utiles à sa vérifiabilité et en les liant à la section « Notes et références ».
Le Nouvelliste est un quotidien régional francophone, publié à Sion, dans le canton du Valais (Suisse), fondé en 1903.

## Historique

### Les débuts
Le Nouvelliste actuel est issu d’une longue série de fusions. L'histoire commence en 1903 avec l’apparition de ce qui s’appelle alors le Nouvelliste valaisan, fondé par Charles Haegler, à Saint-Maurice. Le premier exemplaire est publié le 17 novembre 1903. À Sion, le 28 novembre de la même année paraît un autre organe de presse, le Journal et feuille d’avis du Valais et de Sion, fondé par Emile Gessler.
En 1929, l’année de la première parution du journal Le Rhône, à Martigny, Le Nouvelliste valaisan, trihebdomadaire jusque-là, devient quotidien.
En 1949, André Luisier devient directeur et rédacteur en chef du Nouvelliste valaisan. Sous son impulsion, ce journal fusionne avec Le Rhône pour donner naissance au Nouvelliste du Rhône, en décembre 1960, un journal qui est alors imprimé à Sion.
En 1968, Le Nouvelliste fusionne avec La Feuille d’avis du Valais. Le 1er avril 1968 naît Le Nouvelliste et Feuille d’avis du Valais.
Le 1er décembre 1971, une nouvelle imprimerie est inaugurée. Elle permet au quotidien de passer à l’impression offset et à la couleur.

### Nouvelles infrastructures
En 1987, Le Nouvelliste et feuille d’avis du Valais crée sa propre société de distribution, Les Messageries du Rhône, qui distribue le journal aux abonnés tous les matins. Le développement de ce secteur s’effectue de manière progressive, en commençant par Sion pour s’étendre ensuite à l’ensemble du canton.
Le 15 janvier 1991, Le Nouvelliste sort pour la première fois du nouveau Centre d’impression des Ronquoz (le CIR). Ce nouvel outil de production lui permet de passer à une formule de quatre cahiers. Ce mode de production est cependant abandonné en 2009, année qui voit le retour à deux cahiers.
La première version du site internet du Nouvelliste est lancée en 1996.
En juin 2010, Le Nouvelliste rejoint le groupe ESH Médias, déjà propriétaire du Quotidien La Côte à Nyon et des journaux neuchâtelois L'Express et L'Impartial. Le 27 septembre 2017, Le Nouvelliste crée une nouvelle version du quotidien et met en place une nouvelle formule du journal. En juin 2019, un nouveau centre d'impression est inauguré à Monthey, remplaçant le « CIR »,.

## Tirage et audience
- 2008 : 42 614 exemplaires[5]
- 2015 : 38 000 exemplaires, 115 000 lecteurs[6]
- 2020 : 49 000 exemplaires, 111 000 lecteurs[6]
- 2022 : 47 053 exemplaires[7], 100 000 lecteurs[6]

## Controverses
En 2008, des critiques se font entendre contre la ligne éditoriale prônée par le rédacteur en chef Jean-François Fournier, à la suite du départ de plusieurs journalistes. Elle est jugée trop à droite.
À l'été 2018, le président du club de football local, Christian Constantin, interdit aux membres du club tout contact avec les journalistes du Nouvelliste, à la suite d'éditoriaux critiques. Cela s'ajoute au retrait d'accès à la zone réservée aux médias pour les matchs à domicile du FC Sion. Ce boycott du journal démontre selon certains observateurs, que Le Nouvelliste sait être un journal critique et indépendant. Cette situation dure trois saisons.